# Миле Новковић
Миодраг Миле Новковић (рођен 14. децембра 1950) је бивши југословенски фудбалер.

## Каријера
Играо је за Црвену звезду од 1974. до 1975. године. Одиграо је 61 лигашку утакмицу и постигао три гола за Београд. У сезони 1976/77. освојио је шампионат са Црвеном звездом и играо је у 18 утакмица (1 гол). Године 1978. прешао је у Немачку у Ајнтрахт Трир 05, у Другoj Бундеслиги. У Триру је играо у укупно 100 утакмица од 1978. до 1981. године, постигавши девет голова.